# Tiskarske gruškalice
Gruškalica je vibracijski stol koji radniku olakšava poravnavanje araka prije rezanja u brzorezaču, postavljanja u tiskarski stroj, savijačicu ili pisač. Gruškalica je stroj koji pomoću vibracija poravnava složaj papira i na taj ga način priprema za daljnje radnje kao što su štancanje, uvez i rezanje. Gruškalice se koriste u tiskarama, knjigovežnicama i također u različitim poduzećima. To su strojevi za korištenje u prometnim uredima, trgovinama i drugim sredinama u kojima se puno papira svakodnevno obrađuje.
Nagnut je na jednu stranu, te pri radu kratkim i brzim vibracijama poravnava arke. Pritom je olakšan rad ako je na dizalici palete složaj araka razrahljen. Visina stola gruškalice točno je određena kao i visina stola brzorezača.  
Gruškalica se logično uglavnom nalazi između dizalice palete i brzorezača.
Proizvode se za različite formate papira, od manjih formata, 22x35 centimetara, pa sve do većih B2 i B1 formata. Brzina vibracije može se podešavati od nekoliko stotina do nekoliko tisuća u minuti. Ovisno o vrsti gruškalice moguće je podesiti i nagib stola.
Pomoću gruškalice moguće je uštedjeti mnogo vremena u i olakšati samu proizvodnju. Budući da se proizvode različiti tipovi u različitim veličinama moguće je naći onu koja
odgovara potrebama i financijskim mogućnostima.

## Princip rada
Princip rada gruškalice je vrlo jednostavan. Ima posebne motore koji rotiraju na od nekoliko stotina do nekoliko tisuća puta u minuti. Kako se motor vrti, to uzrokuje vibracije koje u kombinaciji s gravitacijom uzrokuje brzo poravnavanje araka papira.  Mnoge gruškalice imaju varijabilne brzine motora, obično ih kontrolira brojčanik, koji omogućuje da operater prilagodi brzinu vibracije. Istraživanja su pokazala da je potrebno gruškati složaj papira između 60 i 90 sekundi.
Suvremene gruškalice imaju elektronske dodatke koji prema težini složajeva broje količinu araka u jednom složaju, te time kontroliraju i količinu araka koji pri jednoj nakladi uđu u knjigovežnicu. Sve se ispisuje na displayu, kontrolnoj traci ili pak preko interne mreže pohranjuje u glavnu memoriju knjigovežnice ili cijele tvrtke. To u mnogome olakšava kontrolu kvalitete i količine pri proizvodnji. Tvrđi i deblji papiri poravnavaju se kraće, a tanji i mekši papiri poravnavaju se dulje.
Kako je i povlačenje složaja po stolu brzorezača fizički naporno i vrlo rizično, zbog mogućnosti narušavanja poravnatih araka na gruškalici, uvedeni su mehanizmi za povlačenje koji omogućuju kvalitetno, brzo i točno uzimanje neobrezanih, a kasnije i obrezanih araka.
Iako su gruškalice prvotno dizajnirane da bi se olakšalo poravnavanje araka papira, također su popularne za poravnavanje savinutih araka, brošura i čak i pošte. U svakodnevnoj upotrebi mogu se koristiti i za poravnavanje kuveriti za pošiljke i mapa. Gruškalice također imaju nekoliko drugih prednosti osim samog poravnavanja araka papira. Može se koristiti i za sušenje otisnute boje, osobito kod gruškalica koje imaju u opremi puhanje zraka, te ako je potrebno osušiti boju prije nego što se pređe na drugu radnju moguće je pomoću gruškalice. Također se koristi za uklanjanje statičkog elektriciteta, te se arci papira prije nego što se koriste u strojevima za tisak, mogu pomoću gruškalice osloboditi elektriciteta.

## Proizvođači

### Formax[1]
Tvrtka je osnovana 1987. godine sa sjedištem u Doveru, New Hampshire, a proizvodni pogon nalazi se u Turlocku, Kalifornija. Tvrtka osnovana 1987. specijalizirala se za izravnu prodaju i servise opreme za obradu papira diljem Nove Engleske. Ovakav jednostavan početak i dalje igra ključnu ulogu u poboljšanju postojećih proizvoda i razvoju novih proizvoda.
Tokom godina širi svoju ponudu i danas se smatra jednim od glavnih proizvođača strojeva za obradu papira. Posvećen je pružanju najviših standarda kvalitete.

#### Proizvodi
Proizvode gruškalice za manje formate od 22x35 do 30x45 centimetara. Dostupni su različiti tipovi, kao na primjer, stolne, samostojheće, s mogućnošću puhanja zraka i sl. Većina gruškalica može postići brzinu vibracije do 4000 u minuti.

### Brackett[2]
Tvrtka je osnovana 1910. godine. Proizvode raspon strojeva za obradu papira. 

#### Proizvodi
Standardne   industrijske   gruškalice  sastoje   se   od  stabilnog   stola   od  lijevanog   željeza, montiranog na motor koji proizvodi vibracije koje se prenose na radno područje. Maksimalna visina složaja papira je 15 centimetara. Gruškalicu je moguće podesiti na odgovarajuću brzinu vibracije i nagnuti stol pod željenim kutom. Dostupne  su   u   dvije  veličine   okvira   i  ploča,   40x40   i  45x55   centimetara.   Moguće  je podešavanje visine od 65 do 100 centimetara.
Industrijske gruškalice  srednje veličine  odlikuju se čvršćom konstrukcijom da bi mogle izdržati  teže   terete.   Moguće  je   podesiti   visinu  od   80   do  115   centimetara.   Omogućava jednostavno podešavanje vibracija i dolazi u više tipova i veličina sve do 75x75 centimetara.
Velike industrijske gruškalice opremljene su s dijelovima od lijevanog željeza koji mogu izdržati i najteže uvjete rada. Moguće je podešavanje visine od 95 do 115 centimetara. Veličine okvira i ploča dostupne su do veličine 90x115 centimetara.

### FMC tehnologies (Syntron)[3]
Tvrtka vuče korijene iz 1880. godine kada je počela s proizvodnjom opreme za industriju nafte. Od tad se proširila na većinu industrijskih grana, te proizvodi strojeve za prehrambenu industriju, naftnu industriju, te također pomoćnih strojeva za grafičku industriju.

#### Proizvodi
Više od pola stoljeća FMC Tehnologies proizvodi Syntron gruškalice. Koriste se u različitim poslovima kao što su pošta, bankarstvo, te u različitim grafičkim poslovima. Proizvode strojeve od 22x35 centimetara do 60x75 centimetara. 

### Magraf[4]
Započeli su s proizvodnjom 1984. godine u Umagu. Djelatnost se zasniva na proizvodnji žičane spirale za uvez kalendara i blokova, žičane vješalice za kalendare, električne perforirke radne dužine 50 i 70 cm, ručne preše za spiralni uvez, gruškalice B2 i B1 ,tunel štanci za etikete, strojeva za rezanje žičane spirale, pneumatske zatvaračice spirale 50 i 70 cm i automatskih strojeva za spiralni uvez. Pružaju i usluge servisiranja, remonta i održavanja istih kao i podrške u radu.

#### Proizvodi
Namijenjen za ravnanje papira u arcima. Izrađuje se iz varene konstrukcije s masivnim donjim dijelom stroja. Stol se može podešavati u oba smjera, odnosno nakon rada može se sklopiti pa se na taj način smanjuje veličina istog. Jačina vibracije je podesiva i ovisi o gramaturi papira, a formati su 50x70 centimetara i 70x100 centimetara.

### Baumann[5]
BAUMANN Maschinenbau Solms dio je BAUMANN grupe, jedne od najvećih poslovnih tvrtki za grafičku industriju, sustave i potrošne proizvode u Njemačkoj.
Već 1960-ih godina BAUMANN je počeo graditi strojeve za periferiju brzorezača. Količina opreme koju je proizvodio kontinuirano se povećavala tako da je "Maschinenbau Solms", današnji BAUMANN Maschinenbau Solms, osnovan 1978. godine posebno za proizvodnju tih strojeva. Danas, BAUMANN Maschinenbau Solms jedan je od vodećih proizvođača. Asortiman proizvoda obuhvaća kompletne rezne linije za pisače, knjigoveže i proizvođače papira.

#### Proizvodi
Baumann proizvodi nekoliko vrsta gruškalica u mnogim verzijama za obradu raznih formata i visina složaja. 
STR koji jednostavna za rukovanje, kompaktna i standardna  mobilna gruškalica, idealna za poravnavanje tiskanih araka papira. Baumann STR je savršen za rješavanje manjih zadataka i može se koristiti bilo lijevo ili desno rukom.
BSB i BSB L  su dva Baumann modela i njihove varijacije su potpuno automatske gruškalice čija je robusna izvedba i stabilnost osigurava da se pokreti stola čvrsto vode. Dodatna oprema s ovim modelom je stabilizator koji sprječava savijanje araka papira na stražnjoj vodilici gruškalice.
BZW u kombinaciji s automatskim gruškalicama BSB i BSB L - omogućuje simultano poravnavanje i brojanje u jednoj operaciji, čime se štedi vrijeme i prostor. Brojeći prije procesa rezanja osigurava da se precizno i unaprijed definiran broj listova reže. Baumann BZW ima LCD zaslon  i alfanumerička tipkovnica s funkcijskim tipkama. 
Baumann Basa, u svojim različitim oblicima, vjeruje se da će biti prvi sustav u svijetu koji je u stanju uskladiti veliki izbor materijala potpuno automatski. Basa je opremljena za dva različita načina rada. Tijekom automatskog pogona, stroj obrađuje nadolazeće složaje bez pomoći operatera i osigurava poravnavanje i slaganje araka u željenu visinu za daljnju obradu. Kod kritičnih materijala i manjih zadataka stroj je opremljen ručnim   načinom rada, koji djeluje slično tradicionalnim gruškalicama. Baumann Basa nudi zaslon osjetljiv na dodir,  jednostavnost rada, kao i oba in-line i off-line rješenja. Uređaj se može nositi sve vrste radova, razne vrste naljepnica, kartona, folija, određene vrste plastike i perforiranih i reljefnih papira i kartona. Basa opcije uključuju ulaganje kartona i uređaj za brojanje.

## Vrste gruškalica

### Zračne gruškalice
Zračne gruškalice izrađene su za veliki volumen papira i konstantno   poravnavanje. Primarno ih nalazimo u tiskarama. Većina gruškalica je samostalni model koji ima svoje vlastito postolje. Većina zračnih gruškalica ima mogućnost prilagođavanja brzine. Kada se upali puhanje zraka na gruškalici, zrak puše iz stola s arcima papira dok je stroj u upotrebi. Da bi se poravnavao   papir  mora   biti   uključeno  i   vibriranje   i puhanje  zraka.   Samo   puhanje  zraka   bez   vibriranja korisno je ako samo želimo razrahliti složaj araka papira ili osušiti otisnutu boju. Puhanjem zraka prilikom rada gruškalice smanjuje se toplina otisnutik araka, uklanjaju ostaci tonera i ulazi zrak između araka što uvelike pomaže ulaganju u doradne strojeve.

### Stolne gruškalice
Ovakve gruškalice dizajnirane su da bi se koristila na stolovina i pultovina. Kompaktne su i mogu biti smještene do savijačice, stroja za kopiranje i li bilo kojeg drugog stroja za rukovanje papirom. Ovaj tip gruškalice je u današnje vrijeme najčešće u upotrebi. 

### Gruškalice za više složaja papira
Ovaj tip stroja idealan je kada je potrebno poravnati veliki broj araka. Na jednom vibracionom stolu može se nalaziti i do četiri ladice za poravnavanje araka papira. Uglavnom su manjih  dimenzija, pa se koriste za poravnavanje manjih formata ili gotovih proizvoda kao na   primjer koverti i papirnih vrećica.

### Ravne gruškalice
Ovaj tip gruškalice je opremljen okomitom, ravnom pločom montiranom na elektroničku konzolu. Stvara  umjetne   vibracije   za  lakše   poravnavanje kupona, letaka, novina, kataloga i raznih priloga. Operater mora držati stožaj papira dok se poravnava po jednom rubu i potom okrenuti stožaj da bi ga poravnao i po drugom rubu. Ovakav tip gruškalice idealan je za pakiranje priloga i poravnavanje već zapakirane robe.